# Басбек
Басбе́к (каз. Басбек) — село у складі Алтинсаринського району Костанайської області Казахстану. Входить до складу сільського округу імені Маріям Хакімжанової.
Село було засноване 2006 року.
Населення — 51 особа (2021; 111 у 2009).